# Guldbaggegalan 2023
Guldbaggegalan 2023 var den 58:e upplagan av Guldbaggegalan. Galan ägde rum på Cirkus i Stockholm den 23 januari 2023. Programledare var Parisa Amiri. Triangle of Sadness blev galans stora vinnare med sex vinster, inklusive Bästa film.
Kategorin Bästa internationella film utgick, efter fyra års utvärdering, från och med detta år, och skådespelarkategorierna bytte namn från "bästa manliga huvudroll" etc. till "Bästa manliga skådespelare i en huvudroll" etc.

## Jury
Vinnarjuryn består detta år av: 
- juryordförande Anna Carlson, skådespelare
- Lars Blomgren, producent
- Jeanette Gentele, filmkritiker
- Peter Grönlund, regissör
- Alex Haridi, manusförfattare
- Sophia Olsson, fotograf
- Henrik Schyffert, regissör
- Rojda Sekersöz, regissör
- Anna Sise, skådespelare

## Nominerade och vinnare
Majoriteten av nomineringarna tillkännagavs den 15 december 2022. Finalisterna till Guldbaggens publikpris meddelades dock den 9 januari 2023,  medan Hedersguldbaggen och Gullspira saknade nominerade, och mottagarna av dessa pris avslöjades tillsammans med övriga baggar på galan.
Samtliga vinnare presenterades på galan den 23 januari 2023, där Ruben Östlunds Triangle of Sadness blev den stora vinnaren. 
| Bästa film - Triangle of Sadness – Erik Hemmendorff och Philippe Bober - Boy from Heaven – Kristina Åberg och Fredrik Zander - Comedy Queen – Anna Anthony och Rebecka Lafrenz - Historjá – Stygn för Sápmi – Pelle Nilsson och Mattias Nohrborg - Jag är Zlatan – Fredrik Heinig, Frida Bargo och Mattias Nohrborg | Bästa regi - Ruben Östlund – Triangle of Sadness - Sanna Lenken – Comedy Queen - Tarik Saleh – Boy from Heaven - Jens Sjögren – Jag är Zlatan                                         |
| Bästa kvinnliga skådespelare i en huvudroll - Sigrid Johnson – Comedy Queen - Bahar Pars – Maya Nilo (Laura) - Vera Vitali – Länge leve bonusfamiljen - Katia Winter – Året jag slutade prestera och började onanera                                                                                                | Bästa manliga skådespelare i en huvudroll - Granit Rushiti – Jag är Zlatan - Tawfeek Barhom – Boy from Heaven - Oscar Töringe – Comedy Queen - Sven Wollter – Dag för dag             |
| Bästa kvinnliga skådespelare i en biroll - Dolly de Leon – Triangle of Sadness - Marika Lindström – Bränn alla mina brev - Liv Mjönes – Tack för senast - Carla Sehn – Stammisar | Bästa manliga skådespelare i en biroll - Zlatko Burić – Triangle of Sadness - Håkan Bengtsson – Jag är Zlatan - Fares Fares – Boy from Heaven - Sten Ljunggren – Bränn alla mina brev |
| Bästa manus - Tarik Saleh – Boy from Heaven - David Lagercrantz och Jakob Beckman – Jag är Zlatan - Lovisa Sirén och Peter Modestij – Maya Nilo (Laura) - Ruben Östlund – Triangle of Sadness | Bästa klippning - Åsa Mossberg och Line Schou – Döttrar - Theis Schmidt – Boy from Heaven - Fredrik Morheden och Crazy Pictures – UFO Sweden                                          |
| Bästa foto - Jonas Alarik – Svart krabba - Simon Pramsten – Comedy Queen - Stellan Runge – Bränn alla mina brev | Bästa ljuddesign - Ted Krotkiewski – All of Our Heartbeats Are Connected Through Exploding Stars - Johan Johnson – Historjá – Stygn för Sápmi - Fredrik Jonsäter – Jag är Zlatan      |
| Bästa originalmusik - Eirik Havnes – Historjá – Stygn för Sápmi - Irya Gmeyner och Martin Hederos – Comedy Queen - Lisa Montan – Lasse-Majas detektivbyrå – Skorpionens gåta | Bästa visuella effekter - Simon Sandin – Svart krabba - Peter Hjorth, Peter Toggeth Karlsson och Ludwig Källén – Triangle of Sadness - Jacob Danell och Crazy Pictures – UFO Sweden   |
| Bästa kostymdesign - Sofie Krunegård – Triangle of Sadness - Denise Östholm – Boy from Heaven - Ingrid Sjögren – Bränn alla mina brev | Bästa produktionsdesign - Linda Janson – Svart krabba - Josefin Åsberg – Bränn alla mina brev - Josefin Åsberg – Triangle of Sadness                                                  |
| Bästa maskdesign - Stefanie Gredig – Triangle of Sadness - Eva von Bahr – Bränn alla mina brev - Eglė Mikalauskaitė-Gricienė – Hilma | Guldbaggens publikpris - Feed – Johannes Persson - Jag är Zlatan – Jens Sjögren - UFO Sweden – Crazy Pictures                                                                         |
| Bästa kortfilm - Little to Big – Ellen Fiske och Ellinor Hallin - Dansa min docka – Jasmijn Kooijman - Historien om Bodri – Stina Wirsén | Bästa dokumentärfilm - Historjá – Stygn för Sápmi – Thomas Jackson - Döttrar – Jenifer Malmqvist - Nelly & Nadine – Magnus Gertten - The Scars of Ali Boulala – Max Eriksson          |
| Hedersguldbaggen - Björn Gustafson | Gullspira - Sanna Lenken |

### Filmer med flera vinster
| Nomineringar | Film                       |
| ------------ | -------------------------- |
| 6            | Triangle of Sadness        |
| 3            | Svart krabba               |
| 2            | Historjá – Stygn för Sápmi |

### Filmer med flera nomineringar
| Nomineringar | Film                       |
| ------------ | -------------------------- |
| 9            | Triangle of Sadness        |
| 7            | Boy from Heaven            |
| 7            | Jag är Zlatan              |
| 6            | Bränn alla mina brev       |
| 6            | Comedy Queen               |
| 4            | Historjá – Stygn för Sápmi |
| 3            | Svart krabba               |
| 3            | UFO Sweden                 |
| 2            | Döttrar                    |
| 2            | Maya Nilo (Laura)          |